# Pachylasma scutistriata
Pachylasma scutistriata är en kräftdjursart som beskrevs av Darwin 1854. Pachylasma scutistriata ingår i släktet Pachylasma och familjen Pachylasmatidae. Inga underarter finns listade i Catalogue of Life.